# خریستینا کازلوسکا
خریستینا کازلوسکا (انگلیسی: Khrystyna Kozlovska؛ زادهٔ ۱ مهٔ ۱۹۸۹) نویسنده، شاعر، روزنامه‌نگار اهل اوکراین است.